# Most kolejowy w Rzeszowie
Most kolejowy na linii kolejowej 91 w Rzeszowie – most kolejowy w Rzeszowie na Wisłoku, między Śródmieściem a Pobitnem, na północny wschód od stacji Rzeszów Główny.
Leży w ciągu linii kolejowej nr 91, łączącej stację Kraków Główny ze stacją Medyka.
Pierwszy most, o żelaznej konstrukcji, wybudowali w tym miejscu Austriacy w 1858 roku. Znajdował się on na trasie linii kolejowej austriackiej Cesarsko-Królewskiej Wschodniej Kolei Państwowej (k.k. Őstliche Staatsbahn). Został on wysadzony w powietrze w czasie I wojny światowej, 19 maja 1915 roku przez wycofujące się z miasta wojska rosyjskie. Wkraczające wojska austriackie i niemieckie natychmiast przystąpiły do budowy mostu tymczasowego, który przetrwał kilkanaście lat. Po odzyskaniu niepodległości most ten rozebrano, a w jego miejsce wybudowano żelbetowy most łukowy projektu inż. Skoczyńskiego. Jego otwarcie nastąpiło 21 maja 1928 roku. Most ten przetrwał do 1 sierpnia 1944 roku, kiedy to w czasie II wojny światowej wycofujące się niemieckie wojska okupacyjne wysadziły most w powietrze. Natychmiast po tym wydarzeniu przystąpiono do budowy nowego mostu kratownicowego, który przetrwał do 2012 r., kiedy wybudowano obecny most.
Most kolejowy ma długość 105 m, jest dwutorowy, podzielony na dwa niezależne przęsła stalowe, z których każde jest dwuprzęsłowe. Spełnia on wszelkie obowiązujące polskie normy i przepisy UIC. Obiekt jest przystosowany do prędkości 120 km/h dla pociągów osobowych. Modernizacja pierwszego mostu zakończona została w styczniu 2012 roku i kosztowała około 7,5 mln zł, natomiast drugiego w listopadzie tego samego roku, a jego koszt wyniósł 8,6 mln zł.

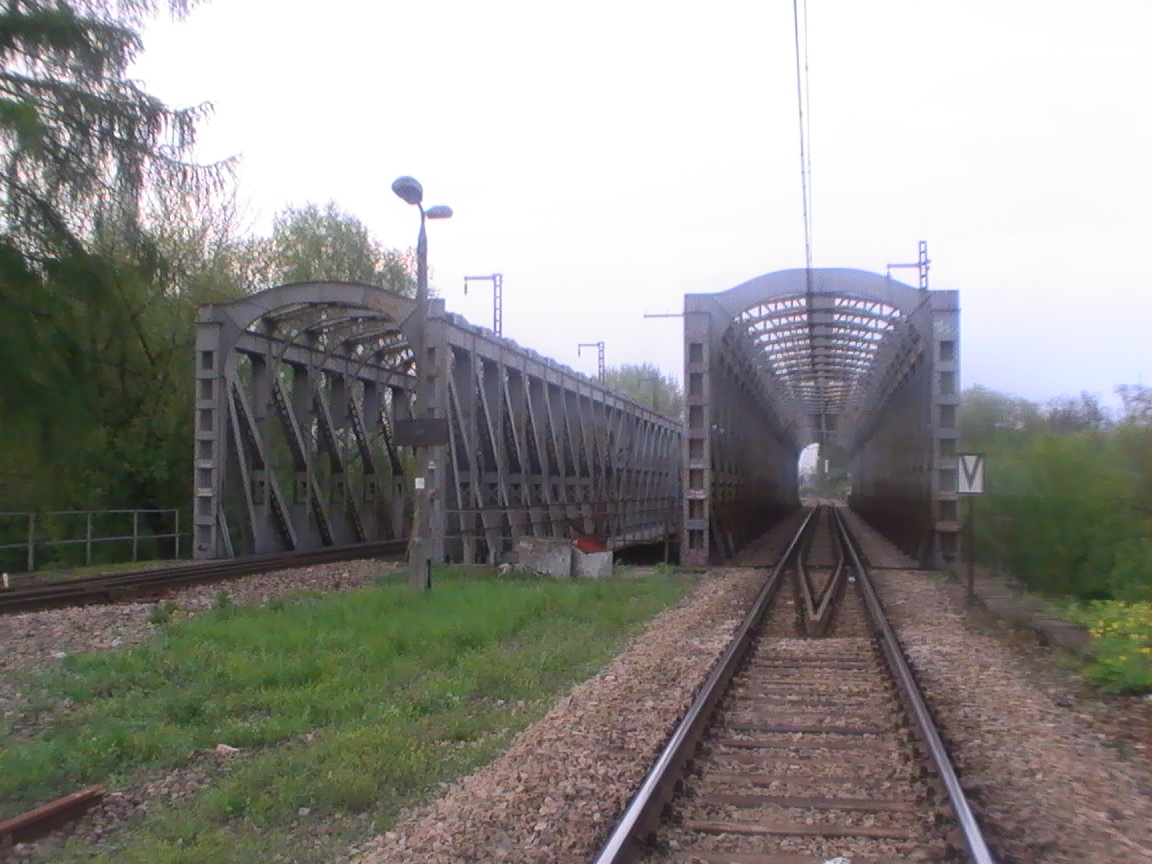
Stary most kolejowy (rozebrany w 2012)